# Zasada Francka-Condona
Zasada Francka-Condona (reguła Francka-Condona) – reguła dotycząca przejść promienistych (spektroskopowych) elektronowo-wibracyjnych lub elektronowo-oscylacyjnych w cząsteczkach. Została sformułowana w roku 1926 przez Jamesa Francka dla cząsteczek w stanie podstawowym i w tym samym roku rozwinięta przez Edwarda Condona na cząstki wykazujące drgania termiczne.
Zasada ta głosi że:
1. przejścia elektronowe zachodzą bez zmiany położenia jąder,
2. najbardziej prawdopodobne są te przejścia, dla których maksymalna jest całka nakrywania funkcji wibracyjnych (oscylacyjnych) opisujących stany wibracyjne (oscylacyjne) cząsteczki należące do dwóch różnych stanów elektronowych.

Kwadraty całek nakrywania noszą nazwę czynników Francka-Condona.
Założenie 1. jest przybliżeniem, uzasadnionym o tyle, że masa elektronów jest 3–5 rzędów wielkości mniejsza niż masa jąder i, co za tym idzie, elektrony poruszają się znacznie szybciej niż jądra. Fakt ten jest także podstawą przybliżenia Borna-Oppenheimera.
Założenie 2. znajduje odzwierciedlenie w strukturze wibracyjnej (oscylacyjnej) widm elektronowych; można je wyprowadzić matematycznie rozpatrując całkę momentu przejścia elektronowo-wibracyjnego (elektronowo-oscylacyjnego) i korzystając z założenia 1.
| {\displaystyle v=0} · {\displaystyle v=2} |